# مدارک غیرمستقیم (کتاب)
مدارک غیرمستقیم (انگلیسی: Circumstantial Evidence) کتاب جنایی غیرداستانی نوشتهٔ پیت ارلی است که در سال ۱۹۹۵ منتشر شد. داستان دربارهٔ پرونده مرد سیاه پوستی  بدون هیچ سابقه کیفری که متهم به قتل دختر نوجوان سفیدپوستی در شهر کوچک مونروویل، آلاباما و تلاش یک وکیل برای اثبات بی گناهی وی است.